# 탄벌중학교
탄벌중학교(炭筏中學校)는 대한민국 경기도 광주시 탄벌동에 있는 공립 중학교이다.

## 학교 연혁
- 2005년 3월 1일 : 탄벌중학교(13학급 인가)
- 2005년 3월 1일 : 초대 황만주 교장 취임
- 2005년 3월 5일 : 개교 및 입학식(525명 입학)
- 2008년 2월 5일 : 제1회 졸업식(506명 졸업)
- 2023년 9월 1일 : 제9대 금의영 교장 취임
- 2024년 1월 5일 : 제17회 졸업식(432명 졸업)
- 2021년 3월 2일 : 제20회 입학식(455명 입학)

## 참고 자료
- 탄벌중학교 - 한국교육학술정보원 학교알리미